# Benjamin Lear
Benjamin Lear (ur. 12 maja 1879 w Hamilton, zm. 1 listopada 1966 w Memphis) – amerykański jeździec, olimpijczyk, żołnierz United States Army.
W wieku 19 lat Lear wstąpił do Colorado National Guard, a niedługo później brał udział w walkach na Filipinach w czasie wojny amerykańsko-hiszpańskiej. Piął się po stopniach kariery wojskowej, aż do stopnia generała porucznika, gdzie zyskał szacunek byciem przykładnym i zdyscyplinowanym żołnierzem. Skandal wywołała jego decyzja o ukaraniu 15-milowym marszem grupy żołnierzy-ochotników. Decyzję o tej sprawie w Kongresie przerwał atak na Pearl Harbor.
Uczestniczył w rywalizacji na V Igrzyskach olimpijskich rozgrywanych w Sztokholmie w 1912 roku. Startował tam w trzech konkurencjach jeździeckich. W drużynowym konkursie skoków, wraz z drużyną zajął czwarte miejsce. W indywidualnym WKKW zajął 7. miejsce, zaś w konkurencji drużynowego WKKW zajął z drużyną trzecie miejsce.